# Kiran Nagarkar

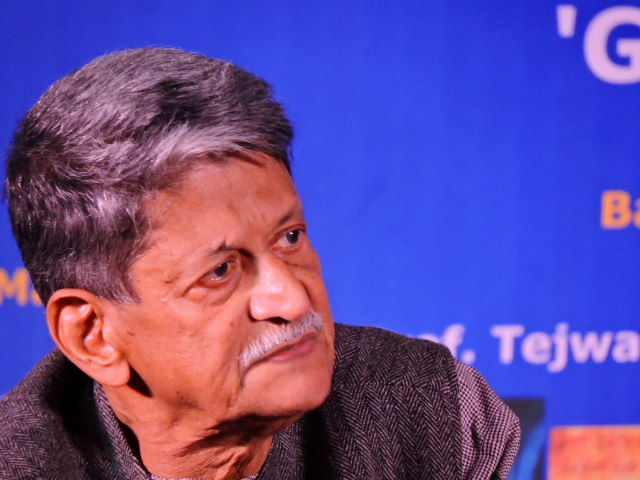
Kiran Nagarkar (2016)

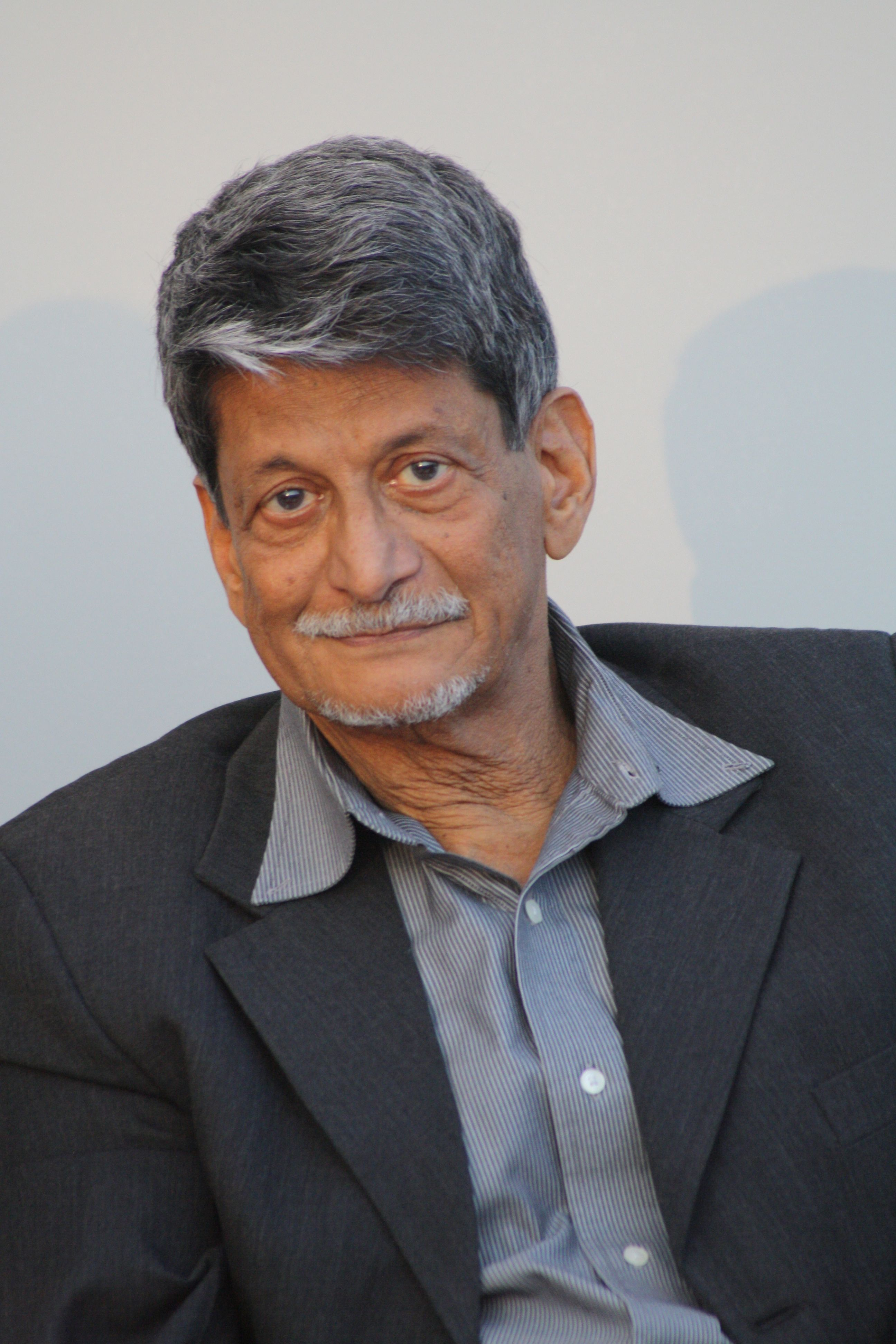
Na targach książki w Lipsku (Niemcy 2013)

Kiran Nagarkar (ur. 2 kwietnia 1942 w Bobmaju, zm. 5 września 2019 tamże) – indyjski pisarz. Powieściopisarz, dramaturg, scenarzysta piszący w języku marathi i angielskim.
Studiował w Fergusson College w Pune i S.I.E.S. College w Bombaju.
Kiran Nagarkar zaczynał od pracy w przemyśle reklamowym. Z dużym uznaniem krytyków spotkała się jego powieść w marathi Saat Sakkam Treechali (ang. Seven Sixes are Forty-Three). Znany z powieści Ravan & Eddie (1995), która pokazuje Bombaj w jego zróżnicowaniu i jedności. Jej bohaterami są dorastający razem Hindus Ravan i chrześcijanin Eddie, pochodzący z Goa.
Został nagrodzony w 2001 roku Sahitya Akademi Award (Sahitya Akademi) za epicką powieść Cuckold (1997).
Jego sztukę z 1985 roku The Highly Improbable Adventures of Ravan and Eddie przenosi na ekran filmowy reżyser alternatywnych filmów Dev Benegal.